# デオキシリボース
デオキシリボース (deoxyribose) または2-デオキシ-D-リボースは、アルドース、ペントースおよびデオキシ糖の一つで、アルデヒド基を含む単糖である。1929年にフィーバス・レヴィーンによって発見された。
リボースの2位のヒドロキシル基が水素に置換され、元より酸素原子が1つ減少した構造をしている。デオキシリボ核酸 (DNA) の構成成分でもある。
五員環構造はデオキシリボフラノース (Deoxyribofuranose) と呼ばれる。

## 性質
弱い甘味を持つ白色の結晶で、水やエタノールによく溶けるが、プロピルアルコールには難溶である。リボースより不安定で、酸と一緒に加熱するとレブリン酸（4-ケト-n-吉草酸）に分解する。また、リボースに比べてはるかにグリコシド結合を作りやすい。水溶液中では、下図のようにフラノース形とピラノース形の平衡混合物として存在する。

## 核酸の中のデオキシリボース
核酸を構成するのはβ-フラノース形であり、それぞれの核酸塩基にN-グリコシド結合している。リン酸とは3'と5'の位置でホスホジエステル結合を経て、ポリヌクレオチドを形成する。